# 広鼻小目
広鼻小目（こうびしょうもく、Platyrrhini）は、霊長目に分類される小目。別名広鼻猿、広鼻類、新世界ザル。

## 形態
左右の鼻孔が、やや離れて位置する。学名は古代ギリシャ語で「広い鼻（platy=広い・rhis=鼻）」を指す語に由来し、和名の「広鼻」もこれに由来する。

## 旧世界ザルとの平行進化および起源
アジアやアフリカにすむ狭鼻小目（旧世界ザル）とは独立して進化したが、両者には社会構造や習性などに共通点が見られる。これは平行進化によるものである。たとえば、旧世界ザルのコロブスと、新世界ザルのクモザルは、ともに前肢の親指が退化してしまっている。旧世界ザルのフクロテナガザルと新世界ザルのホエザルは、発声器官が発達し、非常に大きな声を発する。さらに、旧世界ザルのチンパンジー・ヒトと、新世界ザルのオマキザルは、知能がたいへん発達しており、道具を使用する。以上のように、多くの平行進化の例が、旧世界ザルと新世界ザルの間で見られる。
新世界ザルは中新世にはアジア・アフリカに住む旧世界ザルとは既に分岐していた。この時代の南米大陸は海によって周囲から隔絶された島大陸であった。そのため新世界ザルの祖先は海を経由して他の大陸から南米に渡ってきたと考えられる。小型のサル類ならば流木等に乗って漂着できた可能性も高いためである。当時、北米大陸においてはサル類が既に絶滅していた。そのため南米の新世界ザルの祖先はアフリカ大陸から大西洋経由で南米大陸に渡って来たとの説が有力である（アフリカ大陸と南米大陸は当時は既に分裂していたが、両大陸間の大西洋は現在よりは狭く距離は近かった）。
旧世界ザルと新世界ザルとが分岐したのは3000-4000万年前と言われている。
ヨザルは1色型色覚でありホエザルは狭鼻小目と同様に3色型色覚を再獲得しているとされている。他方、ホエザルは一様な3色型色覚ではなく、高度な色覚多型であるとの指摘もある。これらのヨザル、ホエザルを除き残りの新世界ザルはヘテロ接合体のX染色体を2本持つメスのみが3色型色覚を有し、オスは全て2色型色覚である。これは狭鼻小目のようなX染色体上での相同組換えによる遺伝子重複の変異を起こさなかったためである。

## 分類
以前は真猿亜目Anthropoideaの、広鼻下目とされていた。
以下の分類・和名は、日本モンキーセンター(2018)に従う。以下の分類ではマーモセット科とヨザル科をオマキザル科に含めているが、これらの科を独立させる分類もある。
- オマキザル上科 Ceboidea
  - クモザル科 Atelidae
  - オマキザル科 Cebidae
- サキ上科 Pithecioidea
  - サキ科 Pitheciidae